# Fényes szalangána
A fényes szalangána (Collocalia esculenta) a madarak osztályának a sarlósfecske-alakúak (Apodiformes) rendjébe és a sarlósfecskefélék (Apodidae) családjába tartozó faj.

## Rendszerezése
A fajt Carl von Linné svéd természettudós írta le 1758-ban, a Hirundo nembe Hirundo esculenta néven.

## Alfajai
- Collocalia esculenta affinis Beavan, 1867[2] vagy Collocalia affinis[1]
- Collocalia esculenta albidior Salomonsen, 1983
- Collocalia esculenta amethystina Salomonsen, 1983
- Collocalia esculenta bagobo Hachisuka, 1930
- Collocalia esculenta becki Mayr, 1931
- Collocalia esculenta cyanoptila Oberholser, 1906
- Collocalia esculenta desiderata Mayr, 1931
- Collocalia esculenta elachyptera Oberholser, 1906
- Collocalia esculenta erwini A. Collin & Hartert, 1927
- Collocalia esculenta esculenta (Linnaeus, 1758)
- Collocalia esculenta hypogrammica Salomonsen, 1983
- Collocalia esculenta isonota Oberholser, 1906[2] vagy Collocalia isonota[1]
- Collocalia esculenta kalili Salomonsen, 1983
- Collocalia esculenta makirensis Mayr, 1931
- Collocalia esculenta manadensis Salomonsen, 1983
- Collocalia esculenta marginata Salvadori, 1882[2] vagy Collocalia marginata[1]
- Collocalia esculenta minuta Stresemann, 1925
- Collocalia esculenta misimae Salomonsen, 1983
- Collocalia esculenta natalis Lister, 1889[2] vagy Collocalia natalis[1]
- Collocalia esculenta neglecta G. R. Gray, 1866[2] vagy Collocalia neglecta[1]
- Collocalia esculenta nitens Ogilvie-Grant, 1914
- Collocalia esculenta numforensis Salomonsen, 1983
- Collocalia esculenta oberholseri Stresemann, 1912
- Collocalia esculenta perneglecta Mayr, 1944
- Collocalia esculenta septentrionalis Mayr, 1945
- Collocalia esculenta spilogaster Salomonsen, 1983
- Collocalia esculenta spilura G. R. Gray, 1866
- Collocalia esculenta stresemanni Rothschild & Hartert, 1914
- Collocalia esculenta sumbawae Stresemann, 1925[2] vagy Collocalia sumbawae[1]
- Collocalia esculenta tametamele Stresemann, 1921
- Collocalia esculenta uropygialis G. R. Gray, 1866[2] vagy Collocalia uropygialis[1]
- Collocalia esculenta vanderbilti Meyer de Schauensee & Ripley, 1940[2]

## Előfordulása
Ausztrália, Brunei, a Karácsony-sziget, India, Indonézia, Malajzia, Mianmar, Új-Kaledónia, Pápua Új-Guinea, a Fülöp-szigetek, Szingapúr, a Salamon-szigetek, Thaiföld, Kelet-Timor és Vanuatu területén honos. 
Természetes élőhelyei szubtrópusi és trópusi korábban leromlott erdők, barlangok közelében. Állandó, nem vonuló faj.

## Megjelenése
Testhossza 9–10 centiméter, testtömege 5–11 gramm.

## Szaporodása
|  |

## Természetvédelmi helyzete
Az elterjedési területe rendkívül nagy, egyedszáma pedig stabil. A Természetvédelmi Világszövetség Vörös listáján nem fenyegetett fajként szerepel.

## Külső hivatkozások
- Képek az interneten a fajról
- Xeno-canto.org - a faj hangja és elterjedési területe